# Spazz
Spazz fue una influyente banda paródica y experimental norteamericana de powerviolence activa entre 1992 y el 2000. El trío editó numerosas grabaciones dentro de ese tiempo, muchas de las cuales están ahora muy demandadas por coleccionistas debido a su relativa rareza. En estas ediciones a menudo mostraron su inusual sentido del humor: títulos de canciones absurdamente largos y sin sentido, muestras de audio de películas de serie b y kung-fu entre canciones y el uso ocasional de ritmos hip hop así como saxofones, banjos y otros instrumentos rara vez asociados con el hardcore punk. Los tres miembros cantan, por lo general en secuencia de línea a línea.

## Después de Spazz
El sello del vocalista y bajista Chris Dodge, Slap a Ham Records, fue muy importante durante la rápida ola del power violence de finales de los 80 y principios de los 90, editando y lanzando influyentes grabaciones como las de Neanderthal, No Comment, Crossed Out, Infest y Spazz, entre otros. La "Fiesta Grande" del sello es un festival anual de power violence realizado en 924 Gilman durante el apogeo del mismo, desde 1992 hasta el final de la banda en el año 2000. Desde entonces ha participado en varios proyectos musicales, muy especialmente en East West Blast Test con el muy apreciado batería de música extrema Dave Witte, miembro de Discordance Axis, Melt Banana y otras bandas.
El sello del vocalista y batería de Spazz, Max Ward, llamado 625 Thrashcore, lanzó su propio festival, el "Super Sábado Gigante" festival, en una línea similar.
El vocalista y guitarrista Dan Boleri hace música hip hop bajo el alias de DJ Eons One.

## Discografía
Álbumes de estudio
- Dwarf Jester Rising (1994, Clearview)
- La Revancha (1997, Sound Pollution)
- Crush Kill Destroy (1999, Slap-a-Ham)

EPs
- Blasted In Bangkok demo tape (1993)
- Spazz 7" (1993, Slap-a-Ham)
- Funky Ass Lil' Platter 1" (1996, Slap-a-Ham)[1]
- Tastin' Spoon 5" (1997, Clean Plate)
- The Jeb 7" (2002, Jeb Records)

Splits
- Spazz/Floor 7" (1994, Bovine)
- Spazz/Brutal Truth 7" (1995, Bovine/Rhetoric)
- Bible Studies split CD con Subversion (1995, Deported)
- Spazz/Romantic Gorilla 7" (1996, Sound Pollution)
- Spazz/Toast 7" (1996, HG Fact)
- Spazz/Jimmie Walker 7" (1996, Slap-a-Ham)
- The Network Of Friends Project Part 1 split 7" con Öpstand (1997, Coalition)
- Spazz/Black Army Jacket 7" (1997, Dogprint)
- Spazz/Slobber 7" (1997, Sacapuntas)
- Spazz/Monster X 7" (1997, Reservoir)
- Raging Violence split 7" con Hirax (1997, Theologian/Pessimiser)
- Skinny Top, Heavy Bottom split 5" con Gob (1997, 702/Satans Pimp)
- Double Whammy split 7" with Lack Of Interest (1997, Deep Six)
- Spazz/25 Ta Life 7" (1999, Edison Recordings)

Álbumes compilatorios
- Sweatin' To The Oldies (1997, Slap-a-Ham)
- Sweatin' 2: Deported Live Dwarf (2001, 625 Thrashcore)
- Sweatin' 3: Skatin', Satan & Katon (2001, Slap-a-Ham)

Apariciones en compilatorios
- Cry Now, Cry Later Vol. 1 – "Loach" (1993, Theologian/Pessimiser)
- El Guapo – "Enterslavement", "Hardboiled", y "Burning Tongue" (1994, 625 Thrashcore)
- Audio Terrorism – "Gas Pump", "MPS", "Running Man", y "Slow Death" (1994, Chaotic Noise Productions)
- Antisocial People Underground Compilation #1 – "No Thought" (1995)
- Pigs Suck – "In The Name Of.../Might For Right" (1995, Clean Plate)
- Kamakazi Attacked America/America Bombed Hiroshima, Nagasaki – "DJ Tinkle Fingers/Diplomatic Services" (1995, MCR/Sound Pollution)
- Left Back/Let Down – "Spudboy", "Smoking Don's Crack Hole", "Dirt The Purity", "Knuckle Scraper", y "Box II (Yates Goes To Africa)" (1995, Theologian/Pessimiser)
- Reality – "Gnome Servant" (1996, Deep Six)
- Better Read Than Dead (A Benefit For AK Press) – "Mighty Morphin Power Violence" (1996, Epitaph)
- Cry Now, Cry Later Vol. 4 – "White Glove Test" (1996, Theologrian/Pessimiser)
- Tomorrow Will Be Worse – "Sanrio Soldier", "Connie The Mack", "Plastic Grandma Cackling At The Frozen Lemonade Fishbowl, Baby", "Bastard Tomb Ride", y "Beattie And The Beat" (1997, Sound Pollution)
- Gummo – "Gummo Love Theme" (1997, London)
- Fiesta Comes Alive! – "Might For Right" (1997, Slap-a-Ham)
- Reality Part 2 – "Animal Liberation Now" (1997, Deep Six)
- Possessed To Skate – "Billy Pepper's Fist In The Glass Eye Of Jake Phelps", "Sir War Alot", "Skatin' And Satan Go Hand In Hoof", "Town Center", "Crazy Eddie", "B-Street Butta" (1997, 625 Thrashcore/Theologian/Pessimiser)
- A Product Of Six Cents – "Danliftingbanner (en vivo)" (1997, A Product Of Six Cents)
- Audio Terrorism: The Soundtrack For Weirdness And Blind Hostility – "Caught In The Net" (1998, Chaotic Noise Production/Satans Pimp/Heartplug Records)
- Reproach: 8 Modern Hardcore Bands Cover Negative Approach – "Lost Cause" (1998, Ugly Pop)
- Ham Slappin' Hits! – "Gertie", "Hardboiled", "4 Times A Day" (1998, Slap-a-Ham)
- The Good, The Bad And The Ugly – "7 Deadly Finns" (1998, Insolito)
- Short Music For Short People – "A Prayer For The Complete And Utter Eradication Of All Generic Pop-Punk" (1999, Fat Wreck Chords)
- Question Of Tolerance? – "Let's Fucking Go" (2002, Front Rock)
- Necrotardation – "Raise Your Sword To The Dark Lord" (2002, Deplorable/Ghostmeat)
- You Call This Music?! Vol. 2 – "Typical Hardcore Song #1" (2002, Geykido Comet)
- Bay Area Checking In With The World – "Crocket" (2007, Coldfront)
- A Product Of Sex Cents 2 – "Jeb Song (en vivo último show)" (2009, A Product Of Six Cents)